# Pejzaż nadmorski (obraz Romana Kramsztyka)
Pejzaż nadmorski – obraz polskiego malarza Romana Kramsztyka z ok. 1935, znajdujący się w Galerii sztuki polskiej 1800-1945 Muzeum Ślaskiego w Katowicach.
Artysta namalował fragment francuskiego wybrzeża: domy mieszkalne oraz łódź. Obraz powstał około 1935 roku. Dzieło o wymiarach 60 × 73 cm jest sygnowane w prawym dolnym rogu: Kramstyk. Muzeum Śląskie nabyło obraz na Ruchomej Wystawie Sztuki w Katowicach w 1939 roku. Muzealny numer inwentarzowy: MŚK/SzM/408.